# Hyalinobatrachium orocostale
Hyalinobatrachium orocostale es una especie de anfibio anuro de la familia Centrolenidae.

## Distribución geográfica
Esta especie es endémica de Venezuela. Se encuentra a 1200 m sobre el nivel del mar en la Sierra de Interior en la Cordillera de la Costa.

## Publicación original
- Rivero, 1968: Los centrolenidos de Venezuela (Amphibia, Salientia). Memoria de la Sociedad de Ciencias Naturales La Salle, vol. 28, p. 301-334.[3]